# Aage Marius Hansen
Aage Marius Hansen (født 27. september 1890 i Dråby, død 5. maj 1980 i Sæby) var en dansk gymnast, som deltog i de olympiske lege 1912.
Sammen med 19 andre danske deltagere vandt han ved legene bronzemedalje i holdgymnastik efter frit system. Holdet kæmpede med fire andre om placeringerne, og her vandt Norge med 22,85 point foran Finland med 21,85 og Danmarks 21,25.